# 王國元
王國元（?—?），字曉亭，贵州贵阳人，清朝政治人物，同進士出身。
乾隆五十二年（1787年）丁未科進士，三甲二十八名，后由刑部主事升郎中，官至廣西南寧知府。